# Gwarectwo

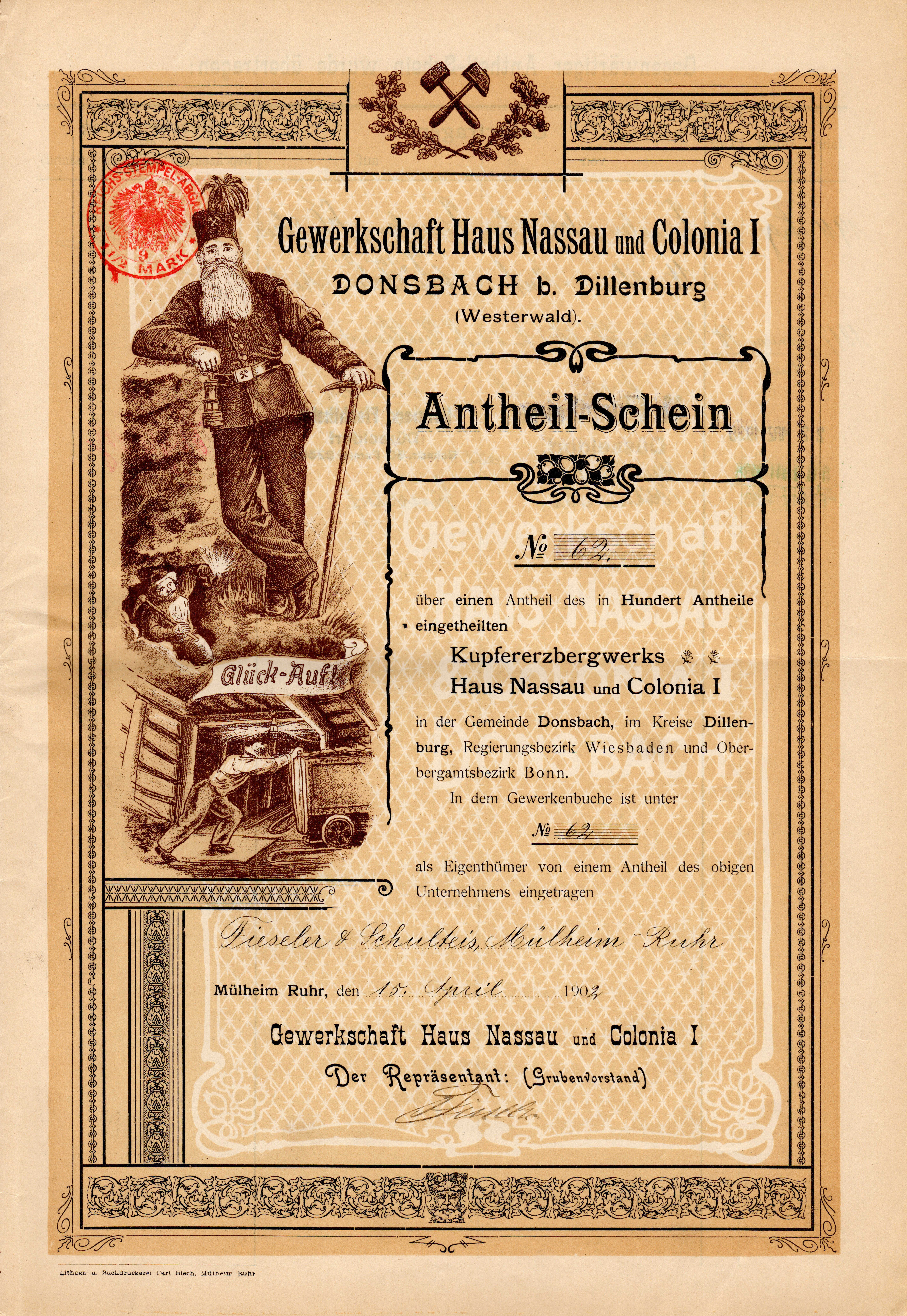
Dokument niemieckiego gwarectwa z 1902 roku

Gwarectwo (z niem. Gewerkschaft, z łac. communitas fovae) – spółka eksploatująca złoża rud metali nieżelaznych, a od XVIII w. także węgla kamiennego. W górnictwie środkowej Europy było znane już w końcu XII w., w Polsce od wieku XIV.
W 1987 roku polskie gwarectwa zostały zgrupowane wraz z innymi przedsiębiorstwami we Wspólnocie Węgla Kamiennego.